# (7091) 1992 JA
1992 جاي أي (ويعرف أيضًا باسم (7091) 1992 جاي أي وفق تسمية الكوكب الصغير) (بالإنجليزية: 1992 JA)‏ هو كويكب ضمن حزام الكويكبات؛ وترتيبه 7091 من حيث الاكتشاف.
اكتُشف هذا الجُرم الفلكي بواسطة كينيث جاي لورانس في 1 مايو 1992.

## وصلات خارجية
- (7091) 1992 JA في قاعدة بيانات مختبر الدفع النفاث لأجرام النظام الشمسي الصغيرة

- الاكتشاف · مخطط المدار ·  العناصر المدارية · المعلمات المادية

- (7091) 1992 JA على موقع ويكي سكاي: DSS2, SDSS, GALEX, IRAS, Hydrogen α, X-Ray, Astrophoto, Sky Map, Articles and images